# Monumento de Ancira
Se llama comúnmente Monumento de Ancira al  templo de Augusto y de Roma en Ancira (actual Ankara, en Turquía). Se conoce sobre todo por la inscripción grabada en los muros, que es la copia más completa de las Res Gestae Divi Augusti.

## Construcción
Ancira se convirtió en el año 25 a. C. en la capital de la nueva provincia romana de Galacia. En los años siguientes, se edificó el templo de Augusto y de Roma.
Después de la conquista turca, el templo romano fue convertido en mezquita .

## LasRes gestae

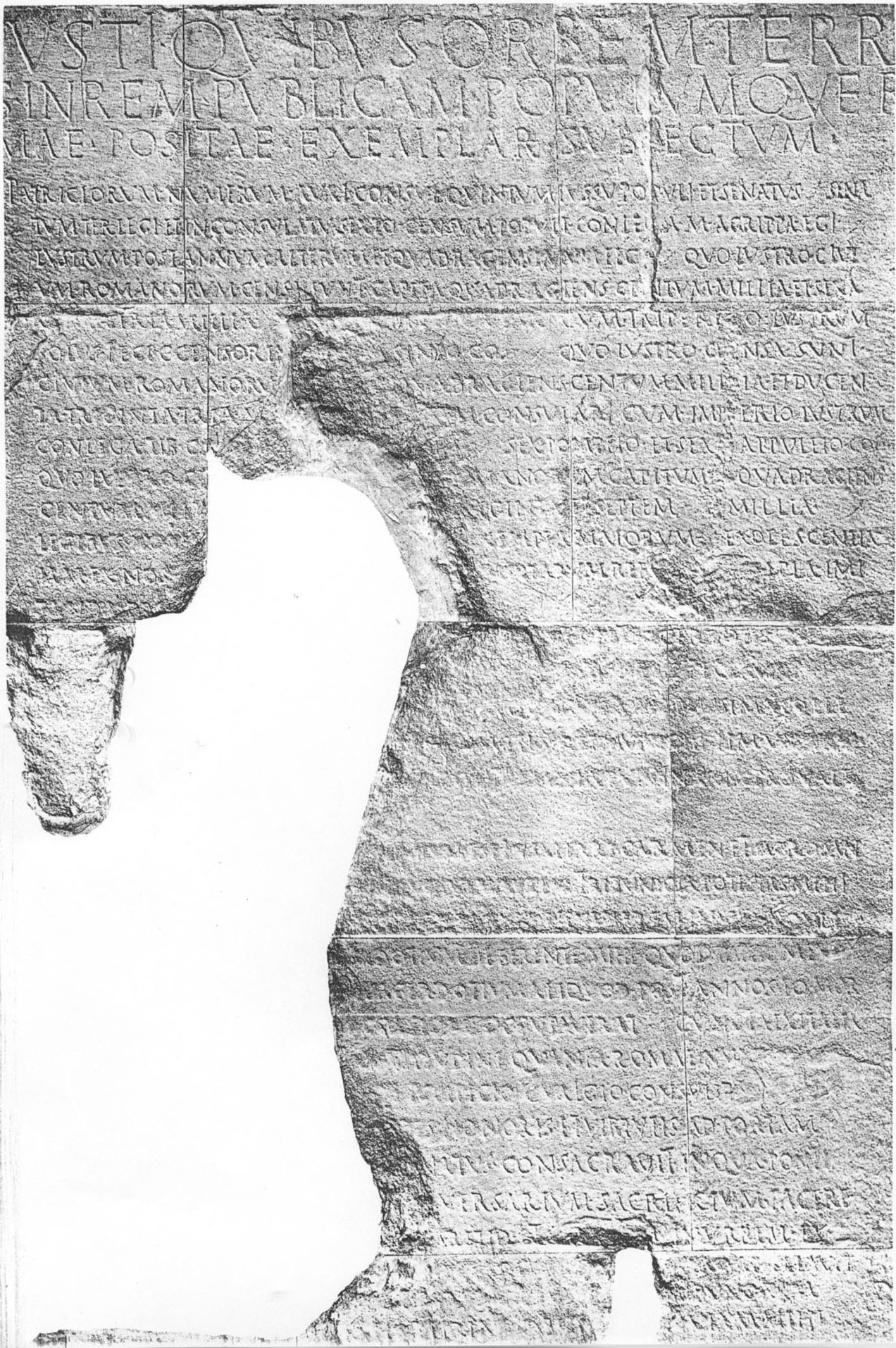
Parte de la inscripción de las Res gestae diui Augusti grabadas en el monumento de Ancira.

La inscripción fue descubierta en 1555 por Ogier Ghislain de Busbecq, embajador del emperador Fernando I de Habsburgo en Constantinopla, que se conoció en Occidente por sus Caretas turcas, obra en la cual publica una parte de sus lecturas de la inscripción.
Posteriormente, numerosos viajeros se hicieron con copias. La primera publicación científica fue la obra de Georges Perrot y Edmond Guillaume, que habían completado en 1861 une misión de exploración arqueológica en Bitinia y Galacia.
La inscripción es doble: texto latino y texto griego. El texto latino, copia del original que figuraba sobre pilares de bronce delante del mausoleo de Augusto en Roma, fue grabado en los muros interiores del pronaos y repartido en seis columnas. La traducción griega se halla en el muro exterior izquierdo de la cella, dividido en diecinueve columnas.